# Albrecht Brandi
Albrecht Paul Friedrich August Brandi (Dortmund, 20 juni 1914 - Keulen, 6 januari 1966) was een Duits onderzeebootkapitein bij de Kriegsmarine in de Tweede Wereldoorlog.
Hij maakte grote indruk op zijn collega's vanwege zijn lef, zijn brutaliteit en zijn strategisch inzicht. Hiermee werd hij de favoriete U-bootkapitein van Adolf Hitler. Brandi vernietigde tijdens de Tweede Wereldoorlog slechts twaalf schepen, maar toch wordt hij door veel historici gezien als een van de beste U-bootkapiteins uit de oorlog. Ook was Brandi samen met Wolfgang Lüth de enige U-bootkapitein die werd onderscheiden met het Ridderkruis van het IJzeren Kruis met Eikenloof, Zwaarden en Briljanten, de hoogste Duitse onderscheiding. 

## Zijn loopbaan
Albrecht Brandi begon zijn carrière bij de Reichsmarine in 1935 en kreeg een opleiding als marineofficier aan boord van de lichte kruiser Karlsruhe. Na te zijn afgestudeerd werd hij commandant van de mijnenveger M-1. Gedurende het eerste jaar van de Tweede Wereldoorlog ruimde Brandi diverse zeemijnenvelden op in de Noordzee en nam hij in september 1939 ook deel aan de aanval op de Poolse Westerplatte nabij Danzig, als dekkingsschip voor het Duitse slagschip SMS Schleswig-Holstein.
In april 1941 begon Brandi zijn U-bootopleiding aan het U-boottrainingskamp in Neustadt in Holstein, Nazi-Duitsland. Van mei 1941 tot april 1942 was Brandi een Kommandantenschüler (Commandant-in-opleiding) aan boord van de U 552, die onder bevel stond van Erich Topp, voor drie patrouilles. Op 9 april 1942 kreeg Brandi een opdracht met zijn eigen U-boot de U 617 en de gebruikelijke opleiding werd afgesloten met de nieuwe boot in de 5. Unterseebootsflottille.
Tijdens zijn loopbaan vernietigde hij acht koopvaarders, een mijnenlegger en twee torpedojagers en een sleepboot. 

## Oorlog in de Middellandse Zee
Brandi behaalde het merendeel van zijn overwinningen in de Middellandse Zee, een gebied dat bekendstond als zeer moeilijk en gevaarlijk te bevaren. Tijdens zijn eerste patrouille vernietigde Brandi vier koopvaardijschepen op de Atlantische Oceaan. Op 4 november 1942 werd Brandi eropuit gestuurd met als taak om te patrouilleren in de Middellandse Zee. Om op zijn bestemming te geraken moest hij 's nachts de zwaar bewaakte Straat van Gibraltar passeren. Brandi besloot om de Straat aan de oppervlakte met gestopte machines te passeren, gebruikmakend van de sterke zeestroming in de Straat, van de Atlantische Oceaan naar de Middellandse Zee. Tijdens deze uiterst gevaarlijke onderneming werd Brandi ontdekt door een Short Sunderland-bommenwerper die op hem afkwam en twee dieptebommen dropte. De bommen kwamen te laat om de U-boot nog te treffen en Brandi slaagde, onder water varend, in de doorbraak.
In november 1942 werd de U 617 toegewezen aan het 29. Unterseebootsflottille, die gevestigd was in La Spezia en in Toulon, het Commando van Fritz Frauenheim. Brandi's U-bootembleem was een "klavertjevier met nummer 7" erop. Nog in 1943 maakte Brandi verschillende patrouilletochten in de Middellandse Zee. Tijdens deze patrouilles richtte Brandi schade aan aan Britse oorlogsbodems die tegen de Duitse en Italiaanse schepen vochten, die van vitaal belang waren voor het Afrikakorps van veldmaarschalk Erwin Rommel in Noord-Afrika.
De Middellandse Zee bood bijzondere uitdagingen voor een U-bootkapitein. De vaak ondiepe wateren, die weinig kans op een diepe duik gaven en de Britten hadden hun uitgebreide luchtdekking voor de gehele zuidelijke helft van de mediterrane wateren. Lang boven water varen was haast onmogelijk voor de Duitse U-boten vanwege het vijandelijk vliegverkeer. Dit, samen met het feit dat de meeste van zijn slachtoffers zwaar bewapend waren en bewaakt door oorlogsschepen, maakte Brandi's resultaten opmerkelijk.
In februari 1943 vernietigde hij de Britse mijnenlegger HMS Welshman, een paar kilometers vanaf de Maltese kust. Brandi werd bekroond met het Ridderkruis voor deze overwinning. Later, in april 1943, claimde hij een lichte kruiser, 40 zeemijl voor Gibraltar. Voor deze fictieve overwinning werd Brandi beloond met het Eikenloof op zijn Ridderkruis.
Op 12 september 1943 werd de U 617 aangevallen in de buurt van de Marokkaanse kust door Wellington-bommenwerpers. Terwijl de Duitse Flakbemanning op de Britse vliegtuigen schoot, stelde ze vast dat de drie bommen van de Britten treffers waren geweest in de buurt van de U-boot. Er brak brand uit aan boord. De schade was zo ernstig dat Brandi besloot de brandende boot te verlaten. Na de evacuatie in rubberen boten verlieten de bemanning de U 617 nabij de Marokkaanse kust. Naderhand werd de U 617 nogmaals belaagd door bommenwerpers en het wrak werd nog eens beschoten door twee geallieerde oorlogsschepen. De Duitse bemanning bereikte de Spaanse exclave Melilla in Noord-Afrika en werd geïnterneerd door Spaanse troepen. Brandi werd krijgsgevangen gehouden in het officierenkamp in de buurt van Cádiz. Vanaf daar slaagde hij erin om te ontsnappen en terug te keren naar Duitsland.

## Brandi als leider
In januari 1944 ging Brandi terug naar Toulon en nam het bevel over van de U 380. Hij sloot zijn patrouilletocht af met de U 380, maar toen werd de U-boot zwaar getroffen en verwoest op 13 maart 1944 in Toulon door een luchtbombardement van het 9e United States Air Force. In april 1944 werd Bradi bevelhebber over de U 967. Tijdens een patrouille in mei 1944 ontving hij de Zwaarden aan zijn Ridderkruis van het IJzeren Kruis met Eikenloof.
In de loop van de volgende patrouille van de U 967 in juni 1944 werd Brandi ziek en moest hij terug naar zijn basis. Brandi werd vervolgens benoemd tot commandant van alle U-boten in de oostelijke Oostzee. Brandi werd bekroond met Briljanten aan zijn Ridderkruis van het IJzeren Kruis voor zijn leiderschap van de Oostzee-U-bootvloot. In het laatste jaar van de oorlog werd Brandi chef commandant van de mini-onderzeebootvloot.
Na de oorlog begon Albrecht Brandi een carrière als architect. Op 6 januari 1966 stierf Albrecht Brandi op 51-jarige leeftijd in Dortmund.

## Zijn successen
- Acht koopvaardijschepen tot zinken gebracht met een totaal van 25.879 BRT
- Een Amerikaans oorlogsschip tot zinken gebracht van 810 BRT
- Drie Britse oorlogsschepen tot zinken gebracht met een totaal van 5.000 ton

| Datum             | U-boot | Naam van het schip     | Nationaliteit       | Tonnage | Lot      |
| ----------------- | ------ | ---------------------- | ------------------- | ------- | -------- |
| 7 september 1942  | U-617  | Tor II                 | Faeröer             | 292     | Gezonken |
| 23 september 1942 | U-617  | Athelsultan            | Verenigd Koninkrijk | 8 882   | Gezonken |
| 23 september 1942 | U-617  | Tennessee              | Verenigd Koninkrijk | 2 342   | Gezonken |
| 24 september 1942 | U-617  | Roumanie               | België              | 3 563   | Gezonken |
| 28 december 1942  | U-617  | HMS St. Issey (W25)    | Royal Navy          | 810     | Gezonken |
| 15 januari 1943   | U-617  | Annitsa                | Griekenland         | 4 324   | Gezonken |
| 15 januari 1943   | U-617  | Harboe Jensen          | Noorwegen           | 1 862   | Gezonken |
| 1 februari 1943   | U-617  | HMS Welshman (M84)     | Royal Navy          | 2 650   | Gezonken |
| 5 februari 1943   | U-617  | Corona                 | Noorwegen           | 3 264   | Gezonken |
| 5 februari 1943   | U-617  | Henrik                 | Noorwegen           | 1 350   | Gezonken |
| 6 september 1943  | U-617  | HMS Puckeridge (L108)  | Royal Navy          | 1 050   | Gezonken |
| 5 mei 1944        | U-967  | USS Fechteler (DE-157) | United States Navy  | 1 300   | Gezonken |

## Militaire loopbaan
- Offiziersanwärter: 5 april 1935[1]
- Seekadett: 25 september 1935[1][4]
- Fähnrich zur See: 1 juli 1936[1][4]
- Oberfähnrich zur See: 1 januari 1938[1][4]
- Leutnant zur See: 1 april 1938[1][4]
- Oberleutnant Zur See: 1 oktober 1939[1][4]
- Kapitänleutnant: 1 oktober 1942[1][4]
- Korvettenkapitän: 8 juni 1944[1][4]
- Fregattenkapitän: 18 december 1944[1][4]

## Decoraties
- Ridderkruis van het IJzeren Kruis op 21 januari 1943 als Kapitänleutnant en Commandant van de U 617 / 29.Unterseebootsflottille[4][5][6][7][8]
- Ridderkruis van het IJzeren Kruis met Eikenloof (nr.224) op 11 april 1943 als Kapitänleutnant en Commandant van de U 617 / 29.Unterseebootsflottille[4][5][6][7][9]
- Ridderkruis van het IJzeren Kruis met Eikenloof en Zwaarden (nr.66) op 9 mei 1944 als Kapitänleutnant en Commandant van de U 380 / 29.Unterseebootsflottille[4][5][6][7][10]
- Ridderkruis van het IJzeren Kruis met Eikenloof, Zwaarden en Briljanten (nr.22) op 24 november 1944 als Korvettenkapitän en Commandant van de U 380 / 29.Unterseebootsflottille[4][5][6][7][11]
- IJzeren Kruis 1939, 1e Klasse en 2e Klasse[4][6]
- Onderzeebootfrontgesp in brons[4]
- Onderzeebootoorlogsinsigne met Briljanten in april 1943[6][12]
- Zilveren medaille voor Dapperheid[4] (3)[13]
- Dienstonderscheiding van Leger en Marine voor (4 en 12 dienstjaren)[4]
- Hij werd twee maal genoemd in het Wehrmachtsbericht. Dat gebeurde op:
- 10 april 1943
- 12 april 1942

## U-bootcommando
- U 617: 9 apr. 1942 - 12 september 1943: 7 patrouilles (185 dagen)
- U 380: dec. 1943 - 11 maart 1944: 1 patrouille (33 dagen)
- U 967: apr. 1944 - 1 juli 1944: 1 patrouille (37 dagen)